# Javier Portillo
Javier García Portillo, conocido como Javier Portillo (Aranjuez, Madrid, 30 de marzo de 1982) es un exfutbolista español que jugaba de delantero.

## Trayectoria

### Inicios
Dio sus primeros pasos en el fútbol en las categorías formativas del Real Madrid Club de Fútbol, y de su primer filial el Real Madrid Castilla Club de Fútbol, donde se convirtió durante los ocho años en los que formó parte de ellas en su máximo goleador histórico al anotar más de 700 goles, siendo más de 400 de ellos oficiales desde que ingresase en la categoría infantil, superando a otros grandes goleadores de la cantera como Emilio Butragueño, Ismael Urzaiz, Alfonso Pérez o Raúl González.

### Real Madrid C. F.
Siendo el mayor goleador de la cantera blanca llegó al primer equipo del Real Madrid Club de Fútbol a finales de la temporada 2002. Su primer partido, en el que también anotó su primer gol, fue en Liga de Campeones ante el equipo griego de PAE Panathinaikós y que dio el empate a su equipo a 10 minutos del final del encuentro para el 2-2 definitivo.
En agosto de 2004 es cedido por el Real Madrid a la Fiorentina durante 6 meses, aunque a principios de 2005 vuelve al Real Madrid. Aun así, al entonces técnico del equipo blanco, el brasileño Vanderlei Luxemburgo, no le convence y Javi vuelve a marcharse cedido, esta vez a Bélgica, para jugar en el Brujas K.V..

### Gimnàstic de Tarragona
En 2006 Portillo es traspasado por el Real Madrid al Gimnàstic de Tarragona, aunque con un acuerdo que impide que juegue partidos contra su equipo anterior. Esta temporada, la 2006-2007, fue su mejor año en la Liga Española, marcando 11 goles.

### C. A. Osasuna
Al término de la temporada 2006-2007 y tras confirmarse el descenso del Club Gimnàstic de Tarragona a Segunda División, se confirma la marcha del delantero al Club Atlético Osasuna, donde jugaría las dos siguiente temporadas.

### Hércules C.F.
Tras su paso por el Club Atlético Osasuna ficha por el Hércules Club de Fútbol por lo que restaba de temporada 2009-2010 más dos años más, que le dejarían vinculado al club teóricamente hasta el año 2012 con una cláusula de rescisión de 6 millones de euros. 
En las dos temporadas que jugó en el Hércules destacó el llamado "gol del ascenso", en el partido trascendental de junio de 2010 que el equipo alicantino disputó contra el Real Unión de Irún en la última jornada de la Liga Adelante, con resultado final de 0-2 favorable a los alicantinos.
El 26 de julio de 2011 rescinde su contrato con el Hércules y en agosto del mismo año, firma tres temporadas con la UD Las Palmas, club grancanario de la Segunda División. Sin embargo al finalizar la primera temporada en el equipo canario llega a un acuerdo amistoso y rescinde los dos años de contrato que aún le vinculaban con el club.
El 2 de agosto de 2012 vuelve al Hércules CF, club con el que firma por 3 temporadas. Tras tres temporadas y media en el club alicantino en diciembre de 2015 anuncia su retirada del fútbol activo para pasar al cuerpo técnico del Hércules.

## Selección española
Jugó diez partidos con la selección sub-21, anotando 5 goles.

## Estadísticas

### Clubes
Actualizado a fin de carrera deportiva. Resaltadas temporadas en calidad de cesión.
| Real Madrid C. F. "C" | 2000-01                     | 3.ª                         | 18  | 29  | –  | –  | –  | – | 18  | 29  | 1,61 |
| Real Madrid C. F. "B" | 2000-01                     | 2.ª B                       | 11  | 14  | –  | –  | –  | – | 11  | 14  | 1,27 |
| Real Madrid C. F. "B" | 2001-02                     | 2.ª B                       | 28  | 17  | –  | –  | –  | – | 28  | 17  | 0,61 |
| Total Real Madrid C. F. "B" | Total Real Madrid C. F. "B" | Total Real Madrid C. F. "B" | 39  | 31  | 0  | 0  | 0  | 0 | 39  | 31  | 0,79 |
| Real Madrid C. F. | 2001-02                     | 1.ª                         | -   | –   | –  | –  | 1  | 1 | 1   | 1   | 1,00 |
| Real Madrid C. F. | 2002-03                     | 1.ª                         | 10  | 5   | 6  | 8  | 8  | 1 | 24  | 14  | 0,58 |
| Real Madrid C. F. | 2003-04                     | 1.ª                         | 18  | 1   | 8  | 1  | 4  | – | 30  | 2   | 0,07 |
| A. C. F. Fiorentina | 2004-05                     | 1.ª                         | 11  | 1   | 6  | 3  | –  | – | 17  | 4   | 0,24 |
| Club Brugge K. V. | 2005-06                     | 1.ª                         | 24  | 8   | –  | –  | 8  | 3 | 32  | 11  | 0,34 |
| Real Madrid C. F. | 2004-05                     | 1.ª                         | 3   | –   | 1  | –  | –  | – | 4   | –   | 0    |
| Total Real Madrid C. F. | Total Real Madrid C. F.     | Total Real Madrid C. F.     | 31  | 6   | 15 | 9  | 13 | 2 | 59  | 17  | 0,29 |
| Gimnàstic de Tarragona | 2006-07                     | 1.ª                         | 34  | 11  | 2  | 1  | –  | – | 36  | 12  | 0,33 |
| C. A. Osasuna | 2007-08                     | 1.ª                         | 18  | 2   | 2  | –  | –  | – | 20  | 2   | 0,10 |
| C. A. Osasuna | 2008-09                     | 1.ª                         | 20  | 1   | 2  | –  | –  | – | 22  | 1   | 0,08 |
| C. A. Osasuna | 2009-10                     | 1.ª                         | 2   | –   | 1  | –  | –  | – | 3   | 0   | 0    |
| Total C. A. Osasuna | Total C. A. Osasuna         | Total C. A. Osasuna         | 40  | 3   | 5  | 0  | 0  | 0 | 45  | 3   | 0,07 |
| Hércules C. F. | 2009-10                     | 2.ª                         | 16  | 5   | 2  | –  | –  | – | 18  | 5   | 0,28 |
| Hércules C. F. | 2010-11                     | 1.ª                         | 26  | 1   | 2  | 1  | –  | – | 28  | 2   | 0,07 |
| U. D. Las Palmas | 2011-12                     | 2.ª                         | 34  | 8   | 1  | 0  | –  | – | 35  | 8   | 0,23 |
| Hércules C. F. | 2012-13                     | 2.ª                         | 40  | 17  | 1  | –  | –  | – | 41  | 17  | 0,41 |
| Hércules C. F. | 2013-14                     | 2.ª                         | 38  | 10  | –  | –  | –  | – | 38  | 10  | 0,26 |
| Hércules C. F. | 2014-15                     | 2.ª B                       | 33  | 9   | 5  | 1  | –  | – | 38  | 10  | 0,26 |
| Hércules C. F. | 2015-16                     | 2.ª B                       | 13  | –   | 1  | –  | –  | – | 14  | 0   | 0    |
| Total Hércules C. F. | Total Hércules C. F.        | Total Hércules C. F.        | 166 | 42  | 11 | 2  | 0  | 0 | 177 | 44  | 0,28 |
| Total carrera | Total carrera               | Total carrera               | 397 | 139 | 40 | 15 | 21 | 5 | 458 | 159 | 0,35 |
| (1) Incluye estadísticas de la Copa del Rey (2002-16), Supercopa (2003-04); Coppa Italia (2004-05); Coupe de Belgique (2005-06). En caso de equipo filial se refiere a partidos de play-off. (2) Incluye estadísticas de la Liga de Campeones (2001-06) / Copa de la UEFA (2005-06). (3) No se incluyen datos de partidos amistosos. Datos de asistencias incompletos. |                             |                             |     |     |    |    |    |   |     |     |      |

## Palmarés
- 1 Champions League (2002).
- 1 Liga Española (2003).
- 1 Copa Intercontinental (2002).
- 1 Supercopa de Europa (2002).
- 1 Supercopa de España (2003).